# Albrycht Sosnowski
Albrycht (Olbrycht, Wojciech) Sosnowski herbu Nałęcz – miecznik chełmski w latach 1665–1685, miecznik bracławski.
Był elektorem Michała Korybuta Wiśniowieckiego z ziemi chełmskiej w 1669 roku. W 1674 roku był elektorem Jana III Sobieskiego z województwa ruskiego.